# Jared Palmer
Jared Palmer, född 2 juli 1971, är en före detta tennisspelare från USA. Han vann finalen i herrdubbeln i Wimbledon tillsammans med Donald Johnson år 2001, och rankades 20 mars 2000 som världens bäste manlige dubbelspelare.